# بيت الجلال (الطويلة)

تعديل مصدري - تعديل

بيت الجلال هي إحدى قرى عزلة بني الذولاني بمديرية الطويلة التابعة لمحافظة المحويت، بلغ تعداد سكانها 202 نسمة حسب تعداد اليمن لعام 2004.